# Дети кукурузы: Беглянка
«Дети кукурузы: Беглянка» (англ. Children of the Corn: Runaway) — американский фильм ужасов 2018 года режиссёра Джона Гулагера по сценарию Джоэла Суассона. Это десятая часть серии «Дети кукурузы». Фильм был выпущен на DVD 13 марта 2018 года.

## Сюжет
Молодая беременная Рут, которая сбегает от убийственного детского культа в маленьком городке на Среднем Западе. Следующее десятилетие она проводит анонимно, пытаясь избавить сына от ужасов, которые она пережила в детстве. Она приземляется в маленьком городке в Оклахоме, но что-то преследует ее. Теперь ей предстоит противостоять этому злу или потерять ребёнка.

## В ролях
- Марси Миллер в роли Рут
- Джейк Райан Скотт, как Аарон
- Грейсон Стоун в роли трёхлетнего Аарона
- Сара Мур в роли красивой девушки
- Линн Эндрюс, как Карл
- Кевин Харви, как Ралли
- Дайан Айала Голднер в роли миссис Докинз
- Эрик Старки, как офицер Дэйв
- Сидни Флэк в роли мужчины
- Дебби Такер — пожилая женщина
- Дарья Баллинг в роли Кэнди
- Клу Гулагер в роли Красти
- Молли Никки Андерсон в роли Леди

## Производство

### Предпродакшн
За десятилетия до разработки фильма «Дети кукурузы: Беглецы» компания Dimension Films получила права на серию фильмов «Дети кукурузы». Первым фильмом Dimension стал «Дети кукурузы 2: Последняя жертва» в 1991 году. С тех пор компания была обязана производить фильмы из этой франшизы, чтобы сохранить права. В 2011 году, когда приближался крайний срок сохранения «Детей кукурузы», Dimension Films быстро выпустила несколько сиквелов прямо на DVD.

### Съёмки
В марте 2016 года в Оклахоме начались основные съёмки. Продюсером фильма выступил Майк Лихи, а съёмки описывались как в Оклахома-Сити. В июне 2016 года съёмки завершились спустя 3 месяца после их начала.

## Выпуск
«Дети кукурузы: Беглянка» были выпущены компаниями Lionsgate Films и Dimension Films на DVD, Blu-ray и Digital HD 13 марта 2018 года. 24 января 2018 года трейлер был опубликован в Интернете.

### Восприятие
Фильм получил негативные отзывы критиков.